# 巴伯顿 (俄亥俄州)
巴伯顿（英語：Barberton）位于美国俄亥俄州萨米特县，临近阿克伦市，人口在2010年时为26,550人。巴伯顿由美国工业家俄亥俄·哥伦布·巴伯于1891年建立。